# Florian Lucchini
Pour les articles homonymes, voir Lucchini.
Florian Pier Francis Lucchini est un footballeur français né le 13 février 1981 à Perpignan (France). Il évolue au poste de gardien de but.
Au cours de sa carrière, Florian a joué 5 matches en Ligue 1 et 60 matches dans le championnat de Bulgarie.